# 阿尔卡迪·奈迪茨
阿尔卡迪·奈迪茨（Arkadij Naiditsch，1985年10月25日—），拉脱维亚裔德国、阿塞拜疆国际象棋棋手。2001年获得国际象棋特级大师称号。
奈迪茨是2005年多特蒙德国际象棋超级大赛冠军。2007年，获德国国际象棋全国冠军。2011年获得德国内卡尔国际公开赛冠军之后，他的等级分首次超过2700分。同年，他还帮助德国队成为了欧洲国际象棋团体冠军。2013年，获维克安泽国际象棋超级大赛B组冠军。次年，获格林克国际象棋经典赛冠军。他还于2014年、2015年继续两年夺得苏黎世公开赛冠军。2015年7月，他从德国棋协转至阿塞拜疆棋协。